# Covas (Ferrol)
San Martiño de Covas és una parròquia situada al nord del municipi gallec de Ferrol, a la província de la Corunya.
Limita al nord amb l'oceà Atlàntic, a l'est amb la parròquia de Marmancón, i al sud i oest amb la parròquia d'Esmelle. Entre el seu patrimoni destaca la moderna església parroquial. Té una biblioteca especialment dedicada a la promoció de la lectura entre el públic infantil, fundada per l'associació cultural Columba.
L'any 2015 tenia 895 habitants agrupats en 4 entitats de població: A Aldea, Covarradeiras, A Pedreira i Ragón.